# Centrale thermique de Terga
La centrale thermique de Terga est une centrale thermique à cycle combiné située au nord de l'Algérie, à 10 km d’Aïn Témouchent.
La centrale est gérée par Shariket Kahraba Terga (SKT), une société en coentreprise entre Sonelgaz et Sonatrach. Elle est constituée de 3 unités de 400 MW et est entrée en exploitation en juin 2012. La centrale a été construite par Alstom.